# Benito Juárez Cuquila
Benito Juárez Cuquila är en ort i Mexiko.   Den ligger i kommunen Heroica Ciudad de Tlaxiaco och delstaten Oaxaca, i den sydöstra delen av landet, 290 km sydost om huvudstaden Mexico City. Benito Juárez Cuquila ligger 2 044 meter över havet och antalet invånare är 313.
Terrängen runt Benito Juárez Cuquila är huvudsakligen kuperad. Benito Juárez Cuquila ligger nere i en dal. Runt Benito Juárez Cuquila är det ganska glesbefolkat, med 43 invånare per kvadratkilometer. Närmaste större samhälle är Heroica Ciudad de Tlaxiaco, 13,4 km nordost om Benito Juárez Cuquila. I omgivningarna runt Benito Juárez Cuquila växer huvudsakligen savannskog.